# Stacy Silver
Pour les articles homonymes, voir Silver.
Stacy Silver, née le 7 mai 1981 à Brno, est une actrice et réalisatrice de films pornographiques tchèque.

## Biographie
Elle débute en 1999 dans l'industrie du X dans le film Pick up Lines 44.
Elle participé à plusieurs films (+130 films), dont certains de Private Media Group qui sortira une compilation The Private Life of Stacy Silver en 2004.

## Récompenses et nominations
- 2003 : AVN Award nomination – Best Sex Scene in a Foreign-Shot Production pour Killer Pussy 9 avec Maryka, Tarzzan et Nacho Vidal
- 2003 : FICEB Ninfa nomination – Best Starlet – Santitas y Diablos
- 2004 : AVN Award nomination – Female Foreign Performer of the Year
- 2004 : FICEB Ninfa nomination – Best Actress – Hot Property
- 2005 : AVN Award nomination – Best Sex Scene in a Foreign-Shot Production pour Millionaire avec Simony et George Uhl
- 2006 : AVN Award nomination – Female Foreign Performer of the Year
- 2007 : AVN Award nomination – Best Sex Scene in a Foreign-Shot Production pour Sonya & Priscila avec Priscila Sol, JPX, Claudio Melone, Neeo et Charlie

## Filmographie sélective
- Slime Wave 8 (2011)
- Only Blondes 2 (2010)
- Naughty Spanish Maids (2010)
- Lesbian Home Repairs (2008)
- Toys Then Boys (2008)
- Working Girls 2 (2008)
- At Your Feet (2008)
- Big Boobs Power (2007)
- Filling Station (2007)
- French conneXion (2007)
- Too Much Is Never Enough 2: Stacy Silver (2007)
- Sexy Secretaries (2006)
- These Feet Are Made For Fucking (2006)
- Cream Pie Orgy 3 (2006) - (Scène de double vaginal)
- Blonde: Pornochic 7 (2005)
- Club Hardcore Orgy (2005)
- Clusterfuck 4 (2005)
- Cum Inside 2 (2005)
- Anal Addiction (2004)
- The Art of Ass 2 (2004)
- Ass Angels 3 (2004)
- Ass Crackin' 3 (2004)
- Asswhole (2004)
- Big Wet Asses 5 (2004)
- Anal Mayhem (2003)
- The Best by Private 51: Dangerous Curves (2003)
- Black and the Blonde (2003)
- Canibales sexuales (2003)
- Euro Angels Hardball 19: Reverse Gang Bang Edition (2003)
- Double Parked (2002)
- Rocco: Animal Trainer 8 (2002)
- Little White Chicks and Big Black Monster Dicks 14 (2002)
- 2 on 1 #13 (2002)
- Anal Czech Up (2002)
- Debauchery 15 (2002)
- DP's & Orgies! (2002)
- Sex Illusions (2001)